# Raymond Boisdé
 (juin 2023).
Si vous disposez d'ouvrages ou d'articles de référence ou si vous connaissez des sites web de qualité traitant du thème abordé ici, merci de compléter l'article en donnant les références utiles à sa vérifiabilité et en les liant à la section « Notes et références ».
Raymond Boisdé, né le 15 août 1899 à Chantonnay (Vendée) et mort le 13 juillet 1981 à Cannes (Alpes-Maritimes), est un homme politique français.

## Biographie
Né en Vendée de parents instituteurs, il effectue ses études secondaires au lycée de la Roche-sur-Yon. 
Il entre au lycée Saint-Louis à Paris, avant d'être admis à l'École centrale des arts et manufactures (Centrale Paris) où il obtient le diplôme d'ingénieur centralien en 1921. Il débute alors une carrière dans l'industrie textile.
Il est professeur d'Organisation scientifique du travail (OST) au Conservatoire national des Arts et Métiers.
Il est le premier président élu du Conseil régional du Centre en 1974.

## Fonctions
- Secrétaire d'État à l'Agriculture des gouvernements Joseph Laniel (du 2 juillet 1953 au 12 juin 1954)
- Député (RPF, puis RI) du Cher (1951-1978)
- Président du Conseil régional du Centre (1974-1976)
- Maire de Bourges (1959-1977)

## Hommages
Un centre nautique à Bourges porte son nom.